# Richard Konvička
Richard Konvička (30. dubna 1957 Praha – 6. srpna 2021 Praha) byl český malíř.

## Život
Richard Konvička vystudoval malbu na Akademii výtvarných umění v Praze v ateliéru Jana Smetany. V roce 1990 získal půlroční stipendium od The Pollock-Krasner Foundation v New Yorku na pobyt ve Spojených státech amerických. Od roku 1997 byl členem Umělecké besedy.
Richard Konvička se řadí do generace výtvarníků, která se profilovala v druhé polovině osmdesátých let. V této době se společnost celkově otevřela mezinárodním podnětům a jednotliví autoři se mohli snáze prezentovat. Na začátku 90. let tvořil obrazy plné symbolů vztahujících se k životu městské společnosti. Později se Konvičkova díla začala pročišťovat, obrazy se staly prázdnějšími s menším počtem symbolů zaměřených hlavně na fragmenty lidské figury – prsy, rty, oči či linie nohou, které tvořily bázi jeho výtvarné abecedy. Patřily do ní i otisky jeho vlastních dlaní, písmena – především jeho monogram – R a K, ale také věci tak všední a zdánlivě neosobní jako nůžky nebo žehličky. Tyto elementy, sestylizované do podoby grafického znaku, fungují jako autorovy „tagy“, staly se jeho signaturou.

### Publikace
- Richard Drury: Richard Konvička: Cesta naostro, České muzeum výtvarných umění, Praha, 2001
- Richard Drury: Richard Konvička – malba a kresba, Krajská galerie výtvarného umění ve Zlíně, 2005 ISBN 80-85052-60-1
- Ivan Neumann, Terezie Zemánková: Richard Konvička: elektrický chodec, Severočeská galerie výtvarného umění v Litoměřicích, 2017 ISBN 978-80-87784-23-5